# 윤병훈 (성우)
윤병훈(1944년 7월 7일 ~ 1996년 11월 6일)은 대한민국의 성우이다. 1968년 KBS에 입사했으며, 과거 KBS 10기이다. 한국방송 성우극회 소속.
1994년 은퇴 후 1996년 별세하였다.

## 주요 출연작품

### 영화
- 코만도 (KBS) - 핸리크(찰스 메쉬어크)
- SAS 특공대 (KBS) - 목사(케네스 그리피스)
- 여인의 초상 (KBS) - 마이클(에드먼드 브레온)
- 무인도의 남과 여 (KBS)
- 로빈 후드: 도둑들의 왕자 (KBS)
- 해리슨 포드의 정글 대탐험 (KBS)
- 투명인간 (KBS)
- 공포의 특급열차 (KBS)

### 애니메이션
- 바다소년 트리톤 (KBS) - 바다 노인(잇페이)
- 정글북 (KBS) - 바루(곰)